# El Rosario la Huerta
El Rosario la Huerta är en ort i Mexiko.   Den ligger i kommunen Puebla och delstaten Puebla, i den sydöstra delen av landet, 110 km sydost om huvudstaden Mexico City. El Rosario la Huerta ligger 2 058 meter över havet och antalet invånare är 162.
Terrängen runt El Rosario la Huerta är kuperad, och sluttar söderut. Runt El Rosario la Huerta är det mycket glesbefolkat, med 4 invånare per kvadratkilometer. Närmaste större samhälle är Atlixco, 18,8 km väster om El Rosario la Huerta. I omgivningarna runt El Rosario la Huerta växer huvudsakligen savannskog.